# AdaCamp
AdaCampは、Ada Initiativeによって開催されたアンカンファレンスの一連のイベントである。AdaCampは、FOSSの開発やウィキペディアのようなプロジェクトへの貢献を含む、オープンソース技術および文化における女性の参加に特化した唯一の会議であった。AdaCampは、職場を女性にとってより友好的な環境とするためにAda Initiativeが提供したプロジェクトやリソースの一部であった。
AdaCampはメルボルン（2012年1月）、ワシントンD.C.（2012年7月）、サンフランシスコ（2013年6月）、ポートランド（2014年6月）、ベルリン（2014年10月）、バンガロール（2015年11月）、モントリオール（2015年4月）で開催された。2012年7月のイベントには10か国から100人の女性が参加し、初回のメルボルンAdaCampよりも大規模であった。
共同創設者のヴァレリー・オーロラは、AdaCampの目的として「難しい問題を迅速に前進させ、知識を共有し、相互にネットワークを築くこと」と述べた。アンカンファレンス形式であるため、参加者は自ら選んだテーマに関するセッションを主導した。オープンソースソフトウェアに関心のある女性に加え、オープンアクセス、オープンエデュケーション、ハッカースペース、デジタル権利、ウィキ文化などのテーマに関心を持つ女性も参加対象であった。
2015年6月、Ada Initiativeの主催者はAdaCampの終了と、それに類するイベントの実施方法を示す一連の計画文書「AdaCamp Toolkit」の公開を発表した。